# Bad Side of the Moon
Bad Side of the Moon è una canzone scritta ed interpretata da Elton John. Il testo è di Bernie Taupin.
È un brano decisamente rock, uscito come B-side del singolo Border Song, proveniente dall'album omonimo dell'artista (pubblicato nel 1970). Raramente eseguita in concerti, è tuttavia presente, insieme ad altri brani come Can I Put You On, Sixty Years On e Amoreena, nell'album 17-11-70 (il primo album live di Elton). Il testo di Taupin descrive la situazione opprimente che viveva all'epoca il paroliere, e può essere paragonato a quello di The Cage. Il brano, arrangiato interamente da Paul Buckmaster, doveva far parte del secondo album, Elton John, ma fu scartata in fase di editing. Curiosamente, appare nelle primissime edizioni italiane dell'album.
Nel 1995 la canzone è stata inserita nella versione rimasterizzata dell'album Elton John, insieme a Grey Seal e a Rock n Roll Madonna. 
Era comunque già stata precedentemente inserita in altre raccolte (come Elton John's Lady Samantha del 1980 e To Be Continued... del 1990).
In italiano è stata incisa nel 1973 dai Dik Dik con il titolo cambiato in Ma tu chi sei e il testo scritto dal cantante del complesso, Giancarlo Sbriziolo (detto Lallo), che in questa occasione usa lo pseudonimo Sbrigo.